# بلده
بَلَده یکی از شهرهای استان مازندران ایران است. این شهر در بخش بلده شهرستان نور واقع شده‌است.
شهر بلده از طریق سه جاده به شهرهای شمالی و تهران دسترسی دارد. در حدّ فاصل ۵۳ کیلومتری جاده هراز، ۵۵ کیلومتری جاده چالوس  و ۸۵ کیلومتری نور قرار دارد. این شهر آب و هوایی ییلاقی دارد.
بلده از طرفی به جاده چالوس و از طرفی به جاده هراز متصل است. این شهر همچنین جاده‌ای به شهر نور دارد. این شهر دارای قلعه و بناهای تاریخی بوده‌است که به مرور زمان از بین رفته‌اند. اما یکی از قلعه‌های باقی‌مانده، قلعه پولاد است که در فهرست آثار ملی ایران ثبت شده‌است و قدمت آن به حدود ۷۰۰ سال پیش می‌رسد.

## منطقه کجور
محدوده تاریخی کجور از شمال به دریای مازندران از غرب به رود چالوس از شرق به سولده (نور) و از جنوب به دره نور محدود می‌شود. منطقه کجور به همراه کلارستاق، لنگا، تنکابن، سختسر و هوسم بخشی از رویان کهن بود که بعدها رسمتدار نام گرفت. رویان کهن از نواحی غربی طبرستان محسوب می‌شده‌است.

## مشاهیر و بزرگان بلده
همچنین روستای یوش در بخش بلده، زادگاه «نیما یوشیج»، پدر شعر نو ایران می‌باشد که از نوادگان خاندان اسفندیاری بوده. در حال حاضر خانه نیما یوشیج به عنوان یک مکان تاریخی - فرهنگی مورد بازدید علاقمندان قرار می‌گیرد.
خاندان خواجه نوری نیز اصالتشان مربوط به این منطقه است.
شیخ فضل‌الله‌نوری نیز متولد این منطقه می‌باشند.

## جمعیت
شهر بلده ۹۷۰ نفر جمعیت دارد. مردم بلده به زبان طبری با گویش کجوری صحبت می‌کنند.